# Chrysomya inclinata
Chrysomya inclinata är en tvåvingeart som beskrevs av Walker 1861. Chrysomya inclinata ingår i släktet Chrysomya och familjen spyflugor. Inga underarter finns listade i Catalogue of Life.